# Othoniel Arce
Othoniel Arce Jaramillo (sinh ngày 8 tháng 11 năm 1989 ở Tejupilco, bang México, México) là một cầu thủ bóng đá người México. Anh hiện tại thi đấu ở vị trí tiền đạo cho Necaxa theo dạng cho mượn từ Monterrey.

## Sự nghiệp câu lạc bộ

### San Luis F.C.
Anh có màn ra mắt ngày 7 tháng 8 năm 2010 khi đá chính trong trận đấu trước C.D. Guadalajara trong thất bại 1 - 0 trước San Luis F.C..
Anh ghi bàn đầu tiên trước C.F. Pachuca on tháng 9 năm 2010.

### Quốc tế
México
- Pan American Games:
  - Vô địch (1): 2011

### Cá nhân
- Best Rookie of the tournament: Apertura 2010